# Голубков, Сергей Михайлович
Сергей Михайлович Голубков (род. 23 декабря 1953 года) — российский гидробиолог. Член-корреспондент РАН (2011), доктор биологических наук (1999).
Специалист в области изучения экологии водных насекомых, динамики пищевых цепей и продуктивности сообществ донных животных континентальных водоемов.

## Биография
Окончил биолого-почвенный факультет Ленинградского государственного университета (1976).
Затем работает в Зоологическом институте РАН (Санкт-Петербург), где прошел путь от стажера-исследователя до ведущего научного сотрудника (с 1999 года), заведующий лабораторией гидробиологии.
Ведет преподавательскую работу в должности профессора кафедры ихтиологии и гидробиологии Санкт-Петербургского государственного университета.
Под его руководством защищены 4 кандидатские диссертации.
В 1982 году защитил кандидатскую диссертацию «Соотношение скоростей роста и энергетического обмена у пресноводных беспозвоночных», а в 1999 году — докторскую «Функциональная экология личинок амфибиотических насекомых».
Основные научные результаты:
- разработан сукцессионный подход к анализу динамики пищевых цепей и функционирования экосистем континентальных водоемов; установлена тесная количественная связь между стадией экологической сукцессии сообществ и продуктивностью популяций водных животных;
- разработаны методологические подходы к описанию и анализу динамики экологических систем континентальных водоемов под воздействием естественных и антропогенных факторов внешней среды: климатических изменений, загрязнения и эвтрофирования водоемов;
- созданы методологических основы сохранения биологического разнообразия и биологических ресурсов водных экосистем.

Автор более 150 научных работ.

### Научно-организаторская деятельность
- Президент Гидробиологического общества при РАН[3];
- член редколлегии журнала «Русский гидробиологический журнал»;
- член Ученого совета Зоологического института РАН;
- член Совета по проблемам общей биологии и член Междисциплинарного научного совета по проблемам экологии и охраны окружающей среды при Санкт-Петербургском научном центре РАН;
- председатель Санкт-Петербургского отделения Гидробиологического общества при РАН.